# Stazione di Prato Borgonuovo
La stazione di Prato Borgonuovo è una fermata ferroviaria posta nella periferia della città di Prato ed inaugurata il 1º dicembre 2005. È la più recente della città; le altre stazioni sono Prato Centrale e Prato Porta al Serraglio.
Si trova sulla linea Firenze-Lucca e dispone di due binari passanti e due piccole pensiline. Al primo binario transitano i convogli per Pistoia, Lucca e Viareggio, mentre al secondo binario i convogli per Prato Centrale e Firenze Santa Maria Novella. Fermano solo treni regionali.

## Servizi
La stazione dispone di:
- Parcheggio di scambio
- Sottopassaggio